# Spojené státy americké na Zimních olympijských hrách 2018
Spojené státy americké na Zimních olympijských hrách 2018 reprezentovalo 241 sportovců v 15 druzích sportu.

## Medailisté
| Medaile | Jméno | Sport                | Disciplína                  | Datum     |
| ------- | --- | -------------------- | --------------------------- | --------- |
| Zlato   | Redmond Gerard | Snowboarding         | Muži slopestyle             | 11. února |
| Zlato   | Jamie Andersonová | Snowboarding         | Ženy slopestyle             | 12. února |
| Zlato   | Chloe Kimová | Snowboarding         | Ženy U rampa                | 13. února |
| Zlato   | Shaun White | Snowboarding         | Muži U rampa                | 14. února |
| Zlato   | Mikaela Shiffrinová                                                                                                   | Alpské lyžování      | Ženy obří slalom            | 15. února |
| Zlato   | Jessica Digginsová Kikkan Randallová                                                                                  | Běh na lyžích        | Ženy sprint dvojic          | 21. února |
| Zlato   | Družstvo žen | Lední hokej          | Turnaj žen                  | 22. února |
| Zlato   | David Wise | Akrobatické lyžování | Muži U-rampa                | 22. února |
| Zlato   | Tyler George Matt Hamilton John Landsteiner Joe Polo John Shuster                                                     | Curling              | Turnaj mužů                 | 24. února |
| Stříbro | Chris Mazdzer | Saně                 | Muži jednotlivci            | 11. února |
| Stříbro | John-Henry Krueger | Short track          | Muži 1000 m                 | 17. února |
| Stříbro | Nick Goepper | Akrobatické lyžování | Muži slopestyle             | 18. února |
| Stříbro | Lauren Gibbsová Elana Meyersová-Taylorová                                                                             | Boby                 | Ženy dvojbob                | 21. února |
| Stříbro | Mikaela Shiffrinová                                                                                                   | Alpské lyžování      | Ženy superkombinace         | 22. února |
| Stříbro | Alex Ferreira | Akrobatické lyžování | Muži U-rampa                | 22. února |
| Stříbro | Jamie Andersonová | Snowboarding         | Ženy big air                | 22. února |
| Stříbro | Kyle Mack | Snowboarding         | Muži big air                | 24. února |
| Bronz   | Nathan Chen Alexa Scimeca Knierim Chris Knierim Mirai Nagasu Adam Rippon Alex Shibutani Maia Shibutani Bradie Tennell | Krasobruslení        | Smíšené družstvo            | 12. února |
| Bronz   | Arielle Goldová | Snowboarding         | Ženy U rampa                | 13. února |
| Bronz   | Alex Shibutani Maia Shibutaniová                                                                                      | Krasobruslení        | Taneční páry                | 20. února |
| Bronz   | Brita Sigourneyová | Akrobatické lyžování | Ženy U-rampa                | 20. února |
| Bronz   | Lindsey Vonnová | Alpské lyžování      | Ženy sjezd                  | 21. února |
| Bronz   | Heather Bergsmaová Brittany Boweová Mia Manganellová Carlijn Schoutensová                                             | Rychlobruslení       | Ženy stíhací závod družstev | 21. února |